# Setge de Càpua
El setge de Càpua fou un enfrontament militar dels romans amb la ciutat de Càpua aliada als cartaginesos.

## Preludi
Després de la batalla de Cannes (216 aC) el partit popular de la ciutat, dirigit per Pacuvi Calavi i Vibi Virri, va obrir les portes als cartaginesos. La ciutat i les seves dependències van poder aportar per la guerra trenta mil infants i 400 cavallers. No obstant les altres ciutats de Campània (Nola, Neàpolis i Cumae principalment) van rebutjar seguir a Hanníbal. Aquest va estar aquell hivern a la ciutat i la riquesa d'aquesta va tenir un efecte negatiu sobre les tropes i la seva disciplina.

## Primera Batalla de Càpua
El 212 aC els romans van assetjar la ciutat. Hanníbal vingué des de la Pulla i va obligar a aixecar al setge després d'un enfrontament conegut com la Primera Batalla de Capua, però tan aviat com es va retirar els cònsols Quint Fulvi Flac i Appi Claudi van renovar el setge.

## Segona Batalla de Càpua
Durant la Segona Batalla de Capua els esforços d'Hanníbal per forçar la retirada romana no van reeixir i la fam va començar a la ciutat, i aviat els capuans es van rendir sense condicions (211 aC).

## Conseqüències
La ciutat fou castigada: els senadors i nobles foren executats; altres foren enviats a llocs llunyans, com la regió del Tíber; el territori de la ciutat fou confiscat per l'estat, les magistratures locals abolides, i la població que va restar o es va establir a la ciutat foren subjectes del prefecte de Roma. No es va matar més gent perquè feien falta per les collites d'aquella zona ubèrrima.